# Island in the Sun (film)
Island in the Sun is een Amerikaanse dramafilm uit 1957 onder regie van Robert Rossen.

## Verhaal
Het eiland Santa Marta in West-Indië staat onder Britse heerschappij. In de aanloop naar de lokale verkiezingen worden de ambities van de jonge, zwarte politicus David Boyeur en de blanke plantage-eigenaar Maxwell Fleury doorkruist door hun liefdesrelaties, door raciale verschillen en door een moordzaak.

## Rolverdeling
| Acteur            | Personage            |
| ----------------- | -------------------- |
| James Mason       | Maxwell Fleury       |
| Joan Fontaine     | Mavis Norman         |
| Dorothy Dandridge | Margot Seaton        |
| Joan Collins      | Jocelyn Fleury       |
| Michael Rennie    | Hilary Carson        |
| Harry Belafonte   | David Boyeur         |
| Diana Wynyard     | Mevrouw Fleury       |
| John Williams     | Kolonel Whittingham  |
| Stephen Boyd      | Euan Templeton       |
| Patricia Owens    | Sylvia Fleury        |
| Basil Sydney      | Julian Fleury        |
| John Justin       | Denis Archer         |
| Ronald Squire     | Gouverneur Templeton |
| Hartley Power     | Bradshaw             |